# Crăciun cu scântei
Crăciun cu scântei (titlu original: Deck the Halls) este un film de Crăciun american din 2006 regizat de John Whitesell. În rolurile principale joacă actorii Danny DeVito, Matthew Broderick, Kristin Davis și Kristin Chenoweth.

## Prezentare
În Cloverdale, Massachusetts, oftalmologul local și expert în Crăciun Steve Finch (Matthew Broderick) vrea ca odraslele sale să aibă un Crăciun de neuitat. El și soția sa, Kelly (Kristen Davis), se întâlnesc cu noul lor vecin Buddy Hall (Danny DeVito), un vânzător de mașini, și cu soția acestuia, Tia (Kristin Chenoweth). Gemenii familiei Hall descoperă un website numit MyEarth, care arată imagini din satelit cu orice loc așa cum se vede din spațiul cosmic. Buddy decide să-și împodobească casa și curtea cu lumini de Crăciun astfel încât să fie vizibile din spațiu, totul ca să ajungă cunoscut pentru luminile sale.

## Distribuție
- Danny DeVito ca Buddy Hall
- Matthew Broderick ca Steve Finch
- Kristin Chenoweth ca Tia Hall
- Kristin Davis ca Kelly Finch
- Alia Shawkat ca Madison Finch
- Dylan Blue ca Carter Finch
- Sabrina Aldridge ca Ashley Hall
- Kelly Aldridge ca Emily Hall
- Josh Hayden ca Ben Hall
- Jorge Garcia ca Wallace
- Jackie Burroughs ca Mrs. Ryor
- Fred Armisen ca Gustave
- Gillian Vigman ca Gerta
- Jill Krop ca Herself
- Su-chin Pak ca Herself
- Shannon Ostrom ca Bystander
- Vu Huynh ca Kid Next Door
- Kal Penn ca Amit Sayid (apariție cameo)
- Sean O'Bryan ca Mayor Young
- Gary Chalk ca Sheriff Dave
- Nicola Peltz ca Mackenzie
- Cory Monteith ca pretendent al lui Madison
- Ben Stiller (apariție cameo)